# Magistra Hersend
Magistra Hersend, död efter 1259, var en fransk kirurg. 
Hon engagerades av Ludvig IX av Frankrike för att följa med på det sjunde korståget 1249. Hon var anställd för hälsovården av kungen, drottningen och de kvinnor som följde korståget. I staden Akka tilldelades hon en kunglig pension för livstid för sina tjänster. Hon gifte sig senare med kungens apotekare Jacques. Hon är en av två kvinnor i medeltidens Frankrike som finns upptecknade som kunglig läkare: den andra var Guillemette du Luys. 